# Benghazi War Cemetery
Der Benghazi War Cemetery ist eine Kriegsgräberstätte der Commonwealth War Grave Commission in der Hafenstadt Bengasi an der Küste von Libyen.

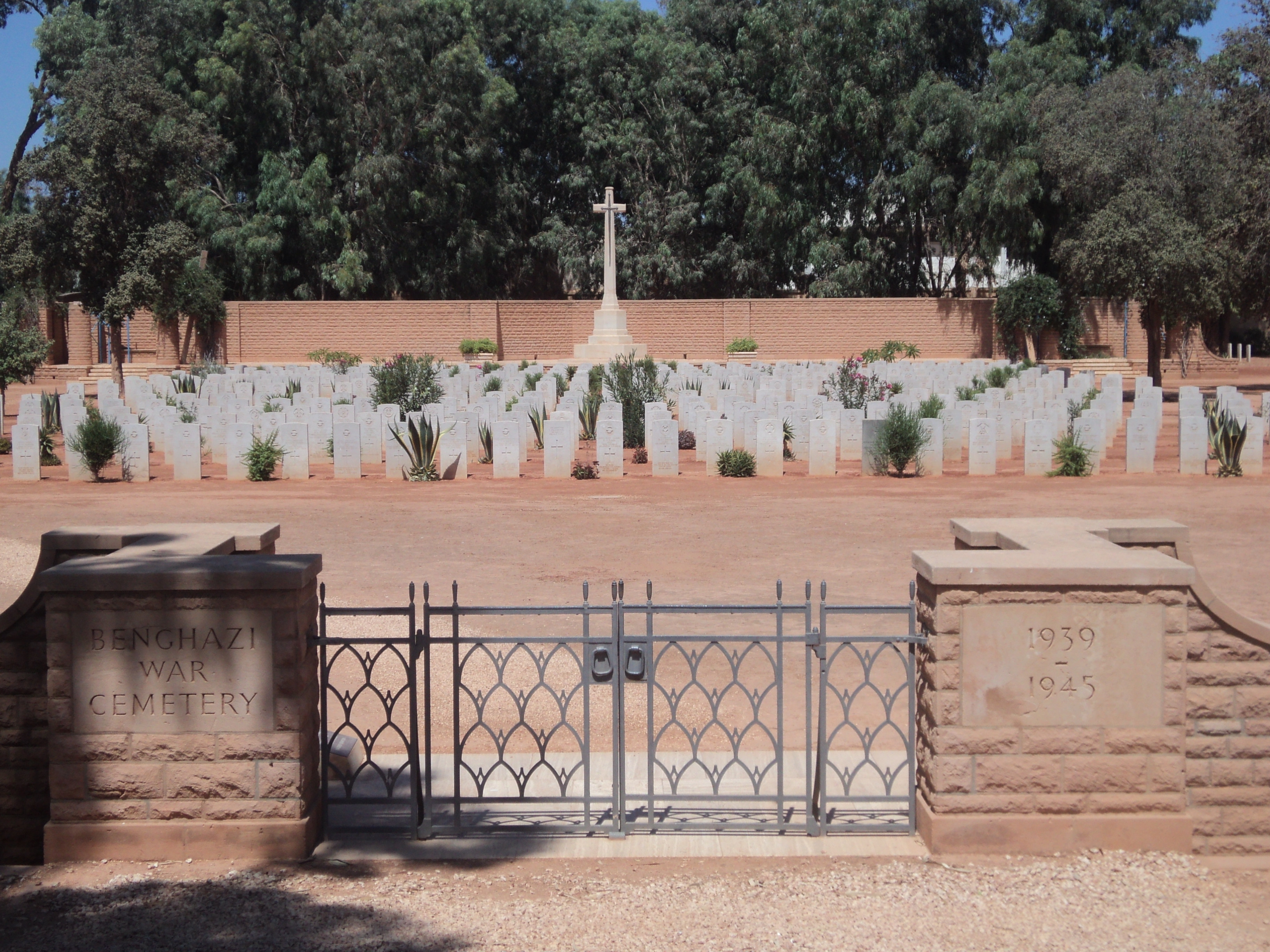
Kriegsgräberstätte 2010

Auf dem Friedhof wurden im Zweiten Weltkrieg 1214 Soldaten des Commonwealth beerdigt, 163 davon sind namentlich unbekannt. Außerdem liegen hier 25 Nicht-Commonwealth-Bürger, davon einer ein griechischer Soldat, begraben.
Zwischen 1942 und 1943 gab es mehrere Gefechte, in denen viele Briten, Australier, Neuseeländer, Kanadier, Südafrikaner und Inder ums Leben kamen und dann hier beerdigt wurden.
2012 und 2013 wurden bei Vandalismus durch Islamisten mehrere Grabsteine zerstört.
Die Pflege der Begräbnisstätte findet  aufgrund des Bürgerkriegs in Libyen nur eingeschränkt statt.